# Article 23 de la Constitution tunisienne de 1959
L'article 23 de la Constitution tunisienne de 1959 est le 23e des 78 articles de la Constitution tunisienne adoptée le 1er juin 1959.
Il est le sixième article du deuxième chapitre intitulé « Le pouvoir législatif », qui décrit la composition de l'Assemblée nationale tunisienne, les conditions de ses membres, leurs attributions et son fonctionnement. 

## Texte
« S'il s'avère impossible, en raison de l'état de guerre ou d'un péril imminent, de procéder en temps utile aux élections, le mandat de l'Assemblée et du Président de la République est prorogé par une loi jusqu'au moment où il sera possible de procéder aux élections. »